# Лешиле (Долж)
Лешиле (рум. Leșile) насеље је у Румунији у округу Долж у општини Шимнику де Сус. Oпштина се налази на надморској висини од 109 m.

## Становништво
Према подацима из 2002. године у насељу је живело 391 становника, од којих су сви румунске националности.